# بول. کام
بول.کام (انگلیسی: Bol.com) شرکت تجارت الکترونیک هلندی است، که در سال ۱۹۹۹ تأسیس شد.